# 6447 Terrycole
6447 Terrycole è un asteroide della fascia principale. Scoperto nel 1990, presenta un'orbita caratterizzata da un semiasse maggiore pari a 1,9520152 UA e da un'eccentricità di 0,0859684, inclinata di 19,77403° rispetto all'eclittica.